# Der Otterbury Zwischenfall
Der Otterbury Zwischenfall (englischer Originaltitel The Otterbury Incident) ist ein Kinderbuch des irisch-britischen Schriftstellers Cecil Day-Lewis, das im Jahr 1948 mit Illustrationen von Edward Ardizzone beim Verlag G. P. Putnam’s Sons veröffentlicht wurde. Die deutsche Erstausgabe erschien 1954 als Die Detektive von Otterbury unter Verwendung des Pseudonyms Nicholas Blake beim Blüchert Verlag. Der Otterbury Zwischenfall war das einzige erfolgreiche Kinderbuch des Autors.

## Inhalt
Die Geschichte spielt unmittelbar nach dem Ende des Zweiten Weltkriegs in einer fiktiven englischen Stadt namens Otterbury. Sie wird von George erzählt, einem Jungen aus Teds Jugendbande, die sich mit der rivalisierenden Bande unter der Führung von Toppy bekriegt. Nachdem eine Schlacht auf dem ‚Siedepunkt‘ – einem Ort, den eine Streubombe während des Kriegs zerstört hat – von Teds Bande gewonnen wird, ist ihr Mitglied Nick so begeistert, dass er aus Übermut einen Fußball tritt, der versehentlich in einer Fensterscheibe ihrer Schule landet.
Nick ist seit dem Krieg Waise und völlig mittellos, sodass die Jungen beider Banden beschließen, das Geld für das kaputte Fenster durch diverse Arbeiten und Aktivitäten hereinzubekommen. Diese ‚Operation Glaser‘ genannte Aktion ist ein voller Erfolg, denn die Kinder verdienen sogar mehr Geld als erforderlich. Doch ihre Freude ist nur von kurzer Dauer, wird ihnen doch das mühsam eingenommene Geld von den beiden Schurken Johnny Sharp und seinem Komplizen ‚Warze‘ hinterlistig entwendet.
Die Jungen werden daraufhin zu regelrechten Detektiven, denen es schließlich gelingt, nicht nur die beiden Diebe zu überführen, sondern gleichzeitig auch noch einen Schmuggler- und Geldfälscherring aufzudecken, dem die Polizei von Otterbury schon länger auf der Spur gewesen ist.

## Hintergrund
Cecil Day-Lewis bedankt sich in einer Ausgabe des Lesen und Freizeit-Verlags bei der Société Nouvelle Pathé Cinéma dafür, dass er den französischen Film Nous les gosses (deutscher Titel Rasselbande) des Regisseurs Louis Daquin aus dem Jahr 1941 als Ausgangspunkt für die Geschichte seines Buchs verwenden durfte.

## Rezeption
Victoria Neumark schreibt in ihrer Buchrezension: „Day-Lewis erzählt eine spannende Geschichte nach guter alter Abenteuer-Manier. Zwar wurde ihm vorgeworfen, keine Ahnung von dem Milieu zu haben, das er beschreibt, aber seine Darstellung der Jungen-Freundschaften könnte nicht treffender sein.“ Der japanische Zeichentrickfilmregisseur Hayao Miyazaki zählt Der Otterbury Zwischenfall zu jenen 50 Büchern, die man seinen Kindern vorlesen sollte.

## Referenzen
Der Otterbury Zwischenfall ist in dem literarischen Nachschlagewerk 1001 Kinder- und Jugendbücher – Lies uns, bevor Du erwachsen bist! für die Altersstufe 12+ Jahre enthalten.

## Ausgaben
- The Otterbury Incident. Putnam, UK 1948 (englisch).
- Nicholas Blake: Die Detektive von Otterbury. Blüchert, 1954.
- Johnny Sharp und die Detektive. Benziger, Zürich 1971.
- Der Otterbury Zwischenfall. Lesen und Freizeit, Ravensburg 1983.